# Thalassoma grammaticum
Thalassoma grammaticum är en fiskart som beskrevs av Gilbert, 1890. Thalassoma grammaticum ingår i släktet Thalassoma och familjen läppfiskar. IUCN kategoriserar arten globalt som livskraftig. Inga underarter finns listade i Catalogue of Life.